# MTV Live
Az MTV Live (korábban MTV Live HD, MTVNHD) egy 24 órában sugárzó zenecsatorna, amely a Paramount Global tulajdonában áll. Elérhető Európában, Dél-Amerikában, Óceániában, a Közel-Keleten, Észak-Afrikában, és Ázsiában.

## Előzmények
Az MTV Live az első olyan nemzetközi HD nagyfelbontású zenecsatorna, mely elsősorban a zenére összpontosít. Az MTV Live-ot az MTVNI Emerging Markets csoportja üzemelteti, melynek központja Lengyelországban, Varsóban van. Az angol nyelvű csatorna több eredeti saját gyártású élő koncertet, átvett műsorokat, és videóklipeket kínál nézőinek.
A csatorna programjai közé tartozik egyes MTV csatornák - többek között - a Dél-Európai, Egyesült Királyságbeli, és Latin Amerikai MTV csatornák műsorainak átvétele. A csatorna kezdetekben két blokkra oszlott. Az MTV HD és Nickelodeon HD programokra, de 2011. július 1-től kezdve a csatorna kizárólag élő zenei programokra összpontosít, melyet bővítettek slágerlistákkal, videóklipekkel is.

## Története
A csatorna 2008. szeptember 15-én Európa egyes részein MTVNHD-ként sugárzott. Latin-Amerikában 2008 végén indult el. A csatorna 2010-ben Ausztráliában is megjelent, ahol először standard felbontásban volt fogható.
2011. július 1-jén MTV Live HD-ként új logóval jelentkezett a csatorna, mely megegyezett a világ összes MTV csatorna új logóival. Az Egyesült Királyságban a csatorna azonban MTVNHD néven sugárzott, míg Ausztráliában az MTVN Live, MTV Live néven futott tovább.
2012. április 23-án az MTVNHD-t az MTV Live HD váltotta az Egyesült Királyságban és Írországban, és megjelent a nagy felbontású változat is.
2013. április 9-én az MTV Live HD Franciaországban megszüntette a sugárzást, a francia MTV csatornák HD változatának megjelenése után.
2013. október 1-jén az MTV Live HD és az MTV Live átformálta a csatorna logóját a globális rebrand részeként.
2013. november 3-án az MTV Live és az MTV Live HD csatornák sugárzása megszűnt az ausztrál Foxtel hálózatán.
2014. március 2-án az MTV Live HD elindult a Taiwani CHT Mod fizetős TV szolgáltatásán belül, valamint október 24-én az UPC Romániában is bevezette a csatornát.
2015. januárjától a csatornát az OSN továbbította az arab nézők felé, majd az Arabsat és a Nilesat is elkezdte a csatorna műholdas sugárzását, melyet évek óta szabadon sugároz.
2016. február 15-én az MTV Music +1 váltotta a standard változatú MTV Live csatornát, majd az Egyesült Királyságban megszűnt a műholdas továbbítása az MTV Live HD csatornának, viszont a csatorna elérhető továbbra is a Virgin Media UK hálózatán.
2021. szeptember 14-én, az MTV Live HD-t hivatalosan is átnevezték MTV Live-ra ejtve a HD-t a márkanevéből, mivel az MTV Live hivatalosan is nagyfelbontású csatorna marad.
2022. április 28-án az MTV Live leállt Oroszországban a Rock Solid Playlist című műsor közben.
2025. január 1-jén a csatorna az MTV Hits-szel és az MTV 90s-szal együtt megszűnt Hollandiában.

## Elérhetőség
- Európa
  - Ausztria, Belgium, Bulgária, Horvátország, Magyarország, Csehország,[13] Norvégia, Lengyelország, Románia, Szlovákia, Spanyolország, Svédország, Svájc, Törökország és Ukrajna.
- Észak-Amerika
  - Mexikó
- Dél-Amerika
  - Argentína, Chile, Kolumbia, Ecuador, Paraguay, Peru, Uruguay, és Venezuela.
- Ázsia
  - Indonézia, Malajzia, Maldív-szigetek, Mongólia, Fülöp-szigetek, Szingapúr, Mainland China és Kínai Köztársaság.
- Közép-Kelet és Észak-Afrika
  - Libanon, Szíria, Irak, Izrael, Jordánia, Kuvait, Szaúd-Arábia, UAE, Bahrein, Katar, Omán, Jemen, Egyiptom, Líbia, Tunézia, Algéria és Marokkó.

## Műsorok
- Ava Max's Maximum Pop Top 20
- MTV Live
- MTV Live Vault!
- MTV Top 20
- Hot Right Now!
- MTV Asks
- Hot Spot
- Fresh Out Live
- From The Beginning
- Hip Hop My House
- MTV Unplugged
- MTV World Stage
- MTV Rewind: 2010-2024[14]
- Top 20
- Top 50
- Global Beats!
- Gonzo with Jack Saunders
- HD Hits!
- Eat, Sleep, Dance, Repeat!
- My Life On MTV
- Isle of MTV
- I Want My MTV
- Star Of MTV
- Rock.Alt.Indie
- MTV Push 2024: The Sessions!
- CMT Crossroads
- Metallica Presents: The Helping
- Sampled
- MTV PUSH Presents
- MTV Rocks Special
- Behind The Music
- New & Now - Breakout Stars Of The 20s!

forrás: 